# Force feedback
Force feedback är en teknik där information överförs till användaren via vibrationer i det verktyg/reglage som används. Denna teknik är bland annat vanlig i handkontroller till TV-spel.